# Keke Palmer
Lauren Keyana "Keke" Palmer, sinh ngày 26 tháng 8 năm 1993, là một nữ ca sĩ, diễn viên và người Mỹ.

## Danh sách phim

### Điện ảnh
| Năm  | Tên                                       | Vai              | Ghi chú       |
| ---- | ----------------------------------------- | ---------------- | ------------- |
| 2004 | Barbershop 2: Back in Business            |                  |               |
| 2006 | Akeelah and the Bee                       | Akeelah Anderson |               |
| 2006 | Madea's Family Reunion                    | Nikki Grady      |               |
| 2007 | Cleaner                                   | Rose Cutler      |               |
| 2007 | Jump In!                                  | Mary Thomas      |               |
| 2008 | The Longshots                             | Jasmine Plummer  |               |
| 2008 | Unstable Fables: Tortoise vs. Hare        | Crystal Tortoise | Lồng tiếng    |
| 2009 | Shrink                                    | Jemma            |               |
| 2012 | Winx Club: The Secret of the Lost Kingdom | Aisha            | Lồng tiếng    |
| 2012 | Joyful Noise                              | Olivia Hill      |               |
| 2012 | Ice Age: Continental Drift                | Peaches          | Lồng tiếng    |
| 2013 | Curdled                                   | Tara             | Phim ngắn     |
| 2014 | Imperial Dreams                           | Samaara          |               |
| 2014 | Animal                                    | Alissa           |               |
| 2015 | Brotherly Love                            | Jackie           |               |
| 2016 | Ice Age: Collision Course                 | Peaches          | Lồng tiếng    |
| 2018 | Tobacco Valley                            | Diana Davis      | Hậu kỳ        |
| 2018 | Pimp                                      | Wednesday        | Đang sản xuất |